# Дмитриевка (Елецкий район)
Дми́триевка — деревня Нижневоргольского сельского поселения Елецкого района Липецкой области.

## География
Расположена на левом берегу реки Сосны у села Нижний Воргол.

## История
По некоторым данным, деревня Дмитриевка уже была во второй половине XVIII века. В конце 1830-х — начале 1840-х годов в ней провела часть своих детских лет Мария Вилинская, впоследствии Марко Вовчок. А родилась она в Екатерининском, что располагалось в 10 километрах северо-западнее.
Название деревни произошло от имени полковника Дмитрия Гавриловича Данилова — родственника Вовчок и деда Д. И. Писарева.

## Население
| 2010 |
| ---- |
| 76   |